# Chéméré

Localització de Chéméré

Chéméré (en bretó Keverieg, en gal·ló Chéméraé ) és un municipi francès, situat a la regió de país del Loira, al departament de Loira Atlàntic, que històricament ha format part de la Bretanya. L'any 2006 tenia 2.021 habitants. Limita amb els municipis d'Arthon-en-Retz, Vue, Rouans, Saint-Hilaire-de-Chaléons i Pornic.

## Demografia
| 1801 | 1806 | 1820 | 1860 | 1876 | 1881 | 1886 | 1891 | 1896 | 1901 | 1906 | 1911 |
| ---- | ---- | ---- | ---- | ---- | ---- | ---- | ---- | ---- | ---- | ---- | ---- |
| 502  | 834  | 956  | 1240 | 1254 | 1353 | 1366 | 1351 | 1312 | 1257 | 1293 | 1272 |

| 1160                                       | 1139 | 1186 | 1142 | 1130 | 1199 | 1250 | 1240 | 1238 | 1377 | 1447 | 1583 | 2021 |
| Des de 1962: població sense dobles comptes |      |      |      |      |      |      |      |      |      |      |      |      |

## Administració
| Període | Identitat       | Partit |
| ------- | --------------- | ------ |
| 2001-   | Jean-Paul Leray |        |